# Psittrichasiidae
Psittrichasiidae é uma família de papagaios pertencentes à superfamília Psittacoidea. Compreende duas subfamílias, Psittrichasinae e Coracopsinae, cujos membros vivem em Nova Guiné e nas ilhas do Oceano Índico, respectivamente.